# Bahnhofsbuchhandlung
Eine Bahnhofsbuchhandlung ist eine speziell an die Bedürfnisse von Reisenden ausgerichtete Sonderform des Sortimentbuchhandels und auf Bahnhöfen oder Flughäfen angesiedelt.
Im Gegensatz zu anderen Presseverkaufsstellen darf der Bahnhofsbuchhandel Zeitungen und Zeitschriften unmittelbar von den Verlagen beziehen. Er muss sich also nicht über den ortsansässigen Pressegrossisten beliefern lassen. Der üblicherweise dem Großhändler zufallende Rabatt kommt daher dem Bahnhofsbuchhändler zugute. Für eine Direktbelieferung mit Presseerzeugnissen müssen verschiedene leistungsbezogene Kriterien erfüllt sein. Dazu zählen erweiterte Öffnungszeiten von mindestens 90 Stunden pro Woche, ein besonders breites Sortiment von minimal 1.000, tatsächlich aber vielfach 6.000, Titeln, Hauptumsatz mit Presseerzeugnissen, ein anerkanntes Remissionsverarbeitungsverfahren, höhere Ladenmieten usw. Diese Kriterien wurden zwischen dem Verband Deutscher Zeitschriftenverleger (VDZ) und dem Verband Deutscher Bahnhofsbuchhändler vereinbart, zuletzt 2006 novelliert und beim Bundeskartellamt hinterlegt.

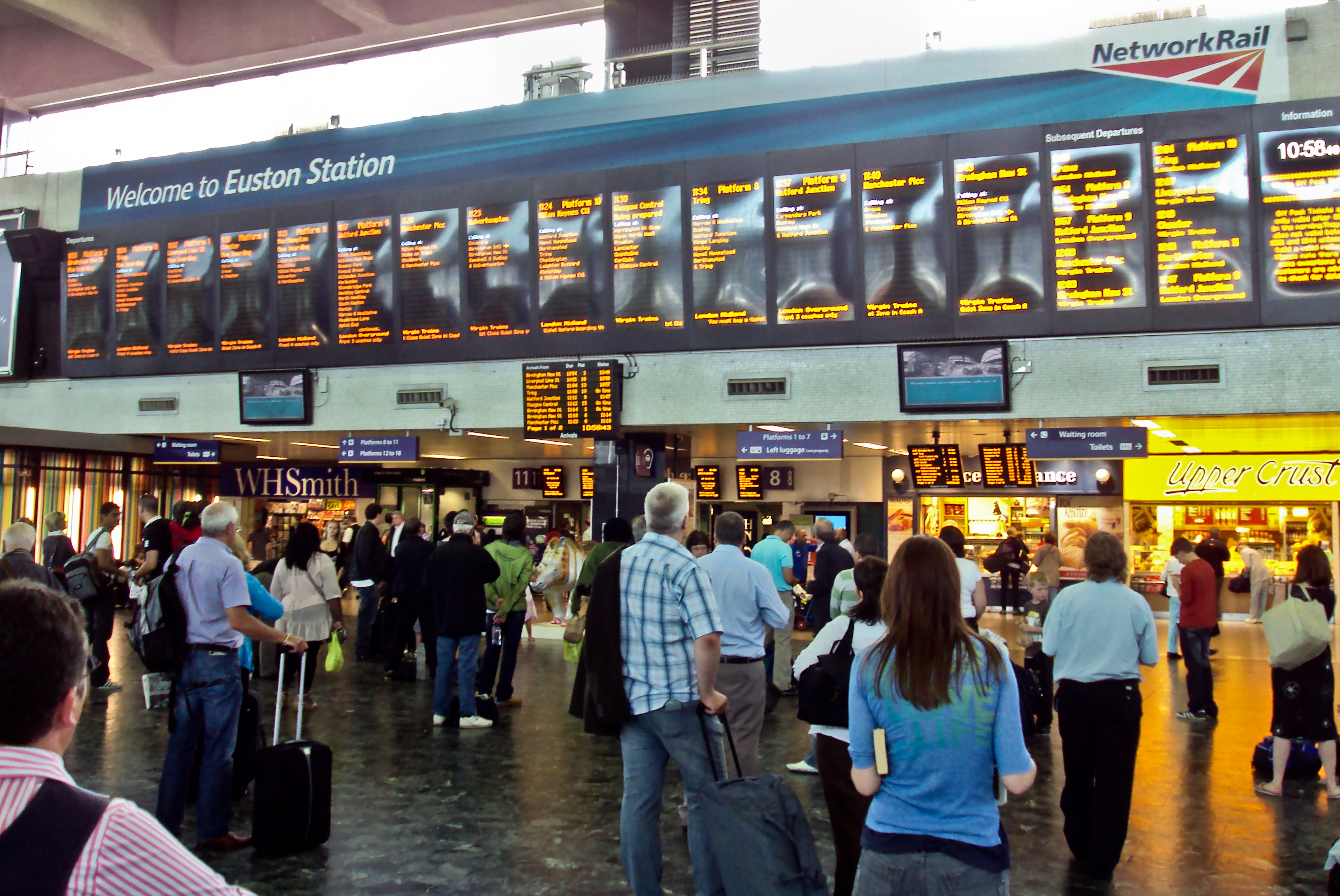
Bahnhofsbuchhandlung WHSmith in prominenter Lage in der Euston Station, London (Hintergrund links)

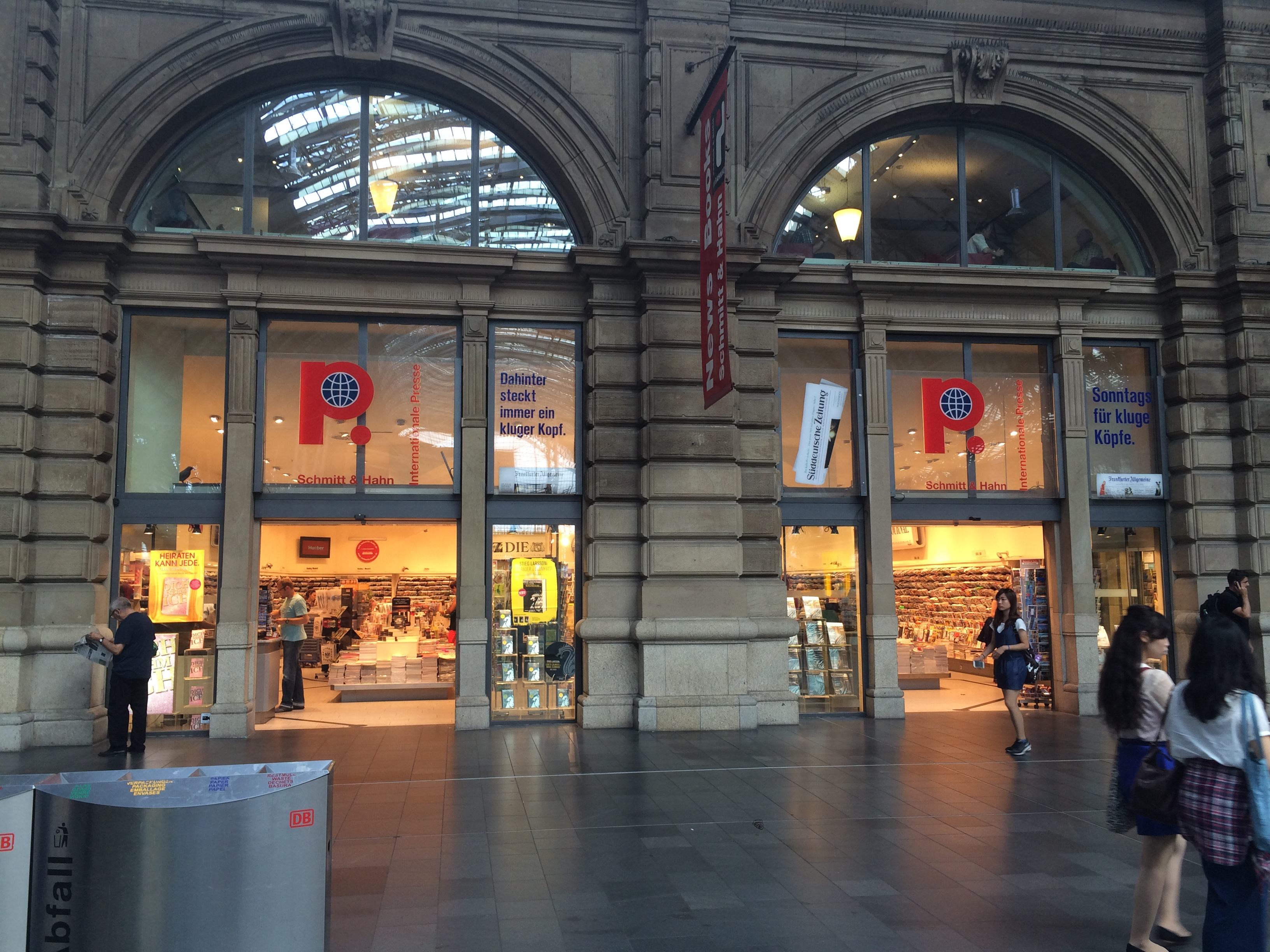
Bahnhofsbuchhandlung Schmitt & Hahn im Frankfurter Hauptbahnhof

Jede zehnte Zeitung bzw. Zeitschrift in Deutschland wird über den Bahnhofsbuchhandel verkauft, besonders Special-Interest-Titel (wie Populärwissenschaft, Hobby usw.). Für ausländische Presseerzeugnisse stellt der Bahnhofsbuchhandel mit Abstand die wichtigste Absatzquelle dar. Neben Zeitschriften und Zeitungen wird das Angebot im Bahnhofsbuchhandel von Taschenbüchern beherrscht. Der Bahnhofsbuchhandel machte das Taschenbuch in den 1950er-Jahren „buchhandelsfähig“.
In Deutschland erzielte die Valora-Gruppe, mit ihren Marken Press & Books sowie k presse + buch, im Bahnhofsbuchhandel 2009 einen Marktanteil von 36 %. Es folgten die Karl Schmitt & Co. KG bzw. Schmitt & Hahn, Lagardère Travel Retail Deutschland GmbH, ehemals HDS Retail Deutschland GmbH bzw. LS travel retail Deutschland GmbH, die zur Lagardère Group gehört, sowie die Unternehmensgruppe Dr. Eckert.

## Geschichte der Bahnhofsbuchhandlung
Die weltweit erste Bahnhofsbuchhandlung wurde 1848 durch W. H. Smith auf dem Bahnhof Euston Station in London eingerichtet. Smith bot gegen Gebühr ein Verleihsystem an, bei dem die Reisenden das ausgeliehene Buch am Zielbahnhof zurückgeben konnten. Smith folgte in Frankreich 1852 Louis Hachette mit seiner Pariser Bahnhofsbuchhandlung nach.
Dass eine Eisenbahnfahrt zur Lektüre nicht nur genutzt werden konnte, sondern geradezu ein Bedürfnis für eine solche bestand, wurde schon recht schnell nach Einrichtung der ersten personenbefördernden Verbindungen bemerkt. Als Ursache für dieses Bedürfnis gelten mehrere Gründe. Als ein Grund wird die sogenannte Panoramatisierung der Reise angesehen. Aufgrund der um ein Mehrfaches höheren Geschwindigkeit der Züge im Vergleich zu den vormaligen Reisemöglichkeiten zu Fuß, zu Pferd oder per Kutsche könne der Reisende nur noch weiter entfernt Liegendes, nicht jedoch mehr den Vordergrund des durchreisten Raumes wahrnehmen. Hiermit gehe ein Verlust am Erleben der Wirklichkeit einher, der zu einer Flucht in die imaginäre Welt der Literatur führe. Als weitere Gründe werden, im Unterschied zu den historischen Reiseformen, ein mit der Eisenbahnreise eingetretener Anstieg der Anonymität zwischen den Reisenden und gleichzeitig ein Verlust der Kommunikation zwischen diesen genannt. Diese beiden Faktoren bedingten einen Rückzug in die Tätigkeit des Lesens, auch um sich nicht ständigem Blickkontakt zu den Mitreisenden ausgesetzt zu fühlen.
Beachtenswert ist, dass diese Faktoren im 19. Jahrhundert nur auf die in geschlossenen, nicht miteinander verbundenen Abteilen der ersten und zweiten Klasse Reisenden zutrafen. Diese Reisendengruppe setzten sich aus Angehörigen des gebildeten Bürgertums oder des Adels zusammen. An sie richtete sich denn auch thematisch das Angebot des frühen Bahnhofsbuchhandels. Den in der dritten oder vierten Klasse reisenden bildungsferneren Bevölkerungskreisen fehlten nicht nur die Mittel zum Erwerb von Reiselektüre, sondern es wurde von den Zeitgenossen in diesen Wagenklassen auch nicht der Effekt der Anonymisierung und fehlenden Kommunikation beobachtet.
In der Art der erworbenen Reiselektüre trat allerdings alsbald ein Wandel ein. Überwog zunächst das Buch, so war der Umsatz mit Zeitschriften etwa bei der Firma Hachette in Frankreich bereits 1866 fast doppelt so hoch wie mit Büchern.
Im 19. Jahrhundert gab es in der Medizin Auseinandersetzungen darum, ob das Lesen während einer Bahnfahrt gesundheitsschädlich sei. Man befürchtete Augenschäden, da die Augen (und letztlich auch das Gehirn des Reisenden) dem unruhigen Buchstabenbild während einer Bahnfahrt zu folgen hätten. Im Jahr 1863 wurde dann sogar im Bulletin der Pariser Gesellschaft für Medizin die Frage „Führt das Lesen in Zügen zur Geisteskrankheit?“ aufgeworfen. Trotz derartiger Befürchtungen blieb der Zuspruch zum Lesen während einer Bahnfahrt jedoch ungebrochen und auch aus der Ärzteschaft wurde bereits in den 1860er Jahren bemerkt, dass das Lesen eine vorteilhafte Tätigkeit während einer Bahnfahrt sei.

### Deutschland
In Deutschland sind für das Jahr 1846 Zeitschriftenhändler noch ohne Ladengeschäft für den Breslauer Bahnhof verbürgt. 1854 eröffnete der Universitätsbuchhändler Carl Schmitt ein Geschäft für „Reiseliteralien“ im Heidelberger Hauptbahnhof. 1871 gab es bereits 12 Bahnhofsbuchhandlungen im Deutschen Reich. Um 1900 betrieben 50 Unternehmen bereits an 200 Bahnhöfen Bahnhofsbuchhandlungen, wobei nicht alle über ein eigenes Ladengeschäft verfügten (Verkaufswagen oder ausklappbare Stände).
Der Aufschwung der Bahnhofsbuchhandlungen endete in den 1970er Jahren durch mangelnde Investitionen der Deutschen Bundesbahn in ihre Bahnhöfe. Die Buchhandlungen reagierten hierauf mit einer Vergrößerung des Zeitschriftenangebots zu Lasten der Literatur. 1985 gab es 120 Buchhändler mit 1.000 Verkaufsstellen. Die Bahnhofssanierungen der Deutschen Bahn AG in den 1990er Jahren ließen die Bahnhofsbuchhandlungen wachsen und wieder vermehrt Literatur anbieten. Durch die Liberalisierung der Ladenöffnungszeiten, renovierungsbedingte höhere Mietforderungen und den Rückgang der Bahnkunden sanken die Umsätze zwischen 2001 und 2003 und führten zu einer Marktbereinigung.

### Kulturelle Bedeutung in Deutschland
Von Anfang an boten Bahnhofsbuchhandlungen „leichte Literatur“, Reiseführer sowie Zeitungen und Zeitschriften an. Ihre kulturelle Bedeutung lag indes darin, eine (bildungs)bürgerliche Atmosphäre im Bahnhof zu unterstützen. Kulturellen Aufschwung nahmen die Bahnhofsbuchhandlungen mit dem Erscheinen von Taschenbuchreihen, beginnend mit den rororo-Bändchen. In der Gegenwart sind mindestens 70 Prozent der Verkaufsflächen der Bahnhofsbuchhandlungen für Zeitungen und Zeitschriften reserviert.

## Verband Deutscher Bahnhofsbuchhändler
1905 wurde in Leipzig der Verband Deutscher Bahnhofsbuchhändler gegründet. 1938 waren 125 Buchhändler mit 900 Verkaufsstellen beim Verband registriert. Die Unternehmen waren, wie das ehemals von Georg Stilke geführte, arisiert.
1947 wurde der Verband Deutscher Bahnhofsbuchhändler neu gegründet und Georg Stilke übernahm, nachdem er in sein Unternehmen zurückgekehrt war, dessen Vorsitz. Der Kölner Unternehmer Gerhard Ludwig war mit insgesamt 14 Buchhandlungen sowie der ersten Taschenbuchhandlung und seiner Werbemethode mit den Kölner Mittwochgesprächen ein bedeutender Vertreter dieses Unternehmenszweiges.
Im April 2009 hatte der Verband Deutscher Bahnhofsbuchhandlungen nur noch 37 Firmenmitglieder in 495 Verkaufsstellen an 366 Standorten. Sie erzielten 2008 einen Umsatz von 350 Millionen Euro (5 Millionen mehr als im Vorjahr).
Ende 2015 verzeichnet der Verband nur noch 20 Firmenmitglieder, die Zahl der Verkaufsstellen und Standorte ist in etwa aber gleich geblieben. Nach Eigenaussage sind 90 % aller Bahnhofs- und Flughafenbuchhandlungen Mitglied in diesem Verband.